# 裕树

裕树（1982年11月6日—）是日本的男性自由搏击选手。生于福冈县。其就职于ANCHOR GYM。他是第一代RISE超级羽毛级冠军、初代RISE轻量级冠军、第3代RISE超级轻量级冠军、RISE史上第一位三级别冠军。

## 外部連結
- Anchor Kickboxing Gym（日語）